# Carne Mertolenga
A Carne Mertolenga DOP é um produto de origem portuguesa com Denominação de Origem Protegida pela União Europeia (UE) desde 21 de junho de 1996.

## Agrupamento gestor
O agrupamento gestor da denominação de origem protegida "Carne Mertolenga" é a Associação de Criadores de Bovinos Mertolengos.